# 22 июля
22 июля — 203-й день года (204-й в високосные годы) по григорианскому календарю.
До конца года остаётся 162 дня.
До 15 октября 1582 года — 22 июля по юлианскому календарю, с 15 октября 1582 года — 22 июля по григорианскому календарю.
В XX и XXI веках соответствует 9 июля по юлианскому календарю.

## Праздники и памятные дни
См. также: Категория:Праздники 22 июля

### Международные
- Всемирный день мозга[2].
- Альтернативный День числа пи (его приближённое значение в виде дроби 22/7 было выведено Архимедом в III в. до н. э.).

### Национальные
- Азербайджан — День национальной прессы.
- Эсватини — Память короля Собуза II[3].

### Религиозные
Православие
- Память священномученика Панкратия, епископа Тавроменийского (I);
- память священномученика Кирилла, епископа Гортинского (III—IV);
- память преподобномучеников Патермуфия, Коприя и мученика Александра (361—363)[6];
- память преподобных Патермуфия[7] и Коприя[8] (IV);
- память святителя Феодора, епископа Едесского (IX);
- память священномученика Константина Лебедева, пресвитера (1918);
- память преподобного Гавриила Афонского, настоятеля афонского Ильинского скита (1901)[9];
- празднование в честь икон Божией Матери:
  - Кипрской (Стромынской);
  - Колочской (1413).

### Именины
- Католические: Магдалина, Мария.
- Православные: Александр, Андрей, Иван, Кирилл, Михаил, Панкрат, Фёдор.

## События
См. также: Категория:События 22 июля

### До XIX века
- 1099 — крестоносцами создано Иерусалимское королевство, первым главой государства («защитником Гроба Господня») избран герцог Бульонский.
- 1246 — итальянский путешественник 65-летний францисканский монах Джованни да Плано Карпини первым из европейцев достиг столицы монгольской империи Каракорума.
- 1298 — состоялась битва при Фолкерке, крупное сражение между шотландскими повстанцами и англичанами времен Первой войны за независимость Шотландии.
- 1456 — освобождение Белграда венгерской армией от османских завоевателей.
- 1502 — в Лиссабон вернулись участники португальской экспедиции, в которой в должности астронома принимал участие Америго Веспуччи. Это плавание принесло ему мировую славу как первооткрывателю Нового Света, как тогда называли Южную Америку, лежавшую к югу от экватора.
- 1790 — во Франции национализировано имущество церкви.
- 1793 — шотландский исследователь Александр Маккензи (Alexander Mackenzie) стал первым европейцем, пересёкшим Канаду с востока к Тихому океану.
- 1795
  - В Москве в имении графов Шереметевых основан театр-дворец «Останкино». В этот день премьерой лирической драмы «Вельмира и Смелон» (музыка О. Козловского, текст П. Потёмкина) открылся крепостной театр.
  - Испания подписала договор, по которому она покидала свою колонию Санто-Доминго — восточную половину острова Гаити. Остров, с конца XVII века поделённый между Францией и Испанией, стал, наконец, единым.
- 1796 — генерал Мозес Кливленд[англ.] выбрал место нового поселения на южном берегу озера Эри при впадении в него реки Кайахога.

### XIX век
- 1814 — пять индейских племён в Огайо заключили мир с США и объявили войну Англии.
- 1863 — на Невском проспекте в Санкт-Петербурге состоялось первое испытание конки.
- 1864 — Сражение при Атланте, крупнейшее сражение Атлантской кампании, гибель генерала Макферсона.
- 1894 — во Франции прошли первые автомобильные соревнования, организованные газетой Le Petit Journal: 102 участника вышли на старт гонки Париж — Руан длиной 126 км. Победил паровой автомобиль марки De Dion-Bouton маркиза Жюля-Альбера де Дьона[англ.], однако приз ему не был вручён, так как судьи посчитали, что наличие кочегара в автомобиле не соответствует правилам гонки.

### XX век
- 1906
  - Альфред Дрейфус, обвинённый в 1894 году в государственной измене и приговорённый к пожизненной каторге на Дьявольском острове, во Французской Гвиане, полностью реабилитирован и награждён орденом Почётного легиона.
  - Николай II распустил Государственную думу I созыва[10].
- 1910 — при пожаре в Ясной Поляне уничтожены рукописи Льва Толстого.
- 1918 — Совнарком России издал декрет о борьбе со спекуляцией.
- 1921
  - В газете «Селянська правда» появился первый фельетон украинского писателя Остапа Вишни.
  - Физик Пётр Капица поступил на работу в Кавендишскую лабораторию в Англии.
- 1922 — в связи с запретом выступать на Олимпиаде Германия провела альтернативные Игры в Лейпциге.
- 1927 — в Италии создан футбольный клуб «Рома».
- 1929 — началась война между СССР и Китаем за КВЖД.
- 1940 — сеймы уже советских Литвы, Латвии и Эстонии одновременно принимают решения о национализации земли, крупной промышленности, банков и торговых предприятий.
- 1941 — первый авианалет германских люфтваффе на Москву.
- 1944
  - Основан Международный валютный фонд.
  - Созданный днём ранее в Хелме близ Люблина Польский комитет национального освобождения издал Манифест к польскому народу, в котором сформулировал программу построения народно-демократической Польши. Через четыре дня правительство СССР подписало соглашение с Комитетом, которым признавалась его власть на освобождаемой польской территории. В конце года Комитет был преобразован во Временное правительство Польской Республики.
- 1946
  - В ответ на события «Чёрной субботы» еврейские боевики взорвали отель «Царь Давид» в Иерусалиме, в результате чего погиб 91 человек.
  - На завершившейся Международной конференции здравоохранения (Нью-Йорк, 19—22 июля) одобрен и принят Устав Всемирной организации здравоохранения (ВОЗ). Вступил в силу 7 апреля 1948 года.
- 1952 — принята конституция Польской Народной Республики.
- 1954 — ЦК КПСС принял постановление «О мерах по усилению пропаганды здорового быта среди населения».
- 1959 - состоялся первый полёт самолёта Ан-10.
- 1960
  - В Москве создан Институт экономики стран мировой социалистической системы Академии наук СССР.
  - Куба национализировала принадлежавшие США сахарные заводы. Сахар стал поступать в СССР.
- 1961 — первый полёт первого советского экраноплана «СМ-1».
- 1968 — правозащитник Анатолий Марченко обратился с письмом в Би-Би-Си и западные газеты по поводу советских попыток подавить либерализацию в Чехословакии. Месяц спустя его, уже в который раз, арестовали.
- 1970 — открыт Тернопольский финансово-экономический институт.
- 1971 — в школах Торонто запрещена порка учеников.
- 1973 — Катастрофа Boeing 707 на Таити — крупнейшая во Французской Полинезии (78 погибших).
- 1977 — в Китае члены «банды четырёх» исключены из Коммунистической партии, а Дэн Сяопин (Deng Xiaoping) восстановлен в должности заместителя председателя Государственного совета.
- 1983 — отмена военного положения в Польше, введённого 13 декабря 1981 года генералом Войцехом Ярузельским.
- 1986 — с перевесом в один голос, палата общин британского парламента проголосовала за отмену телесных наказаний в государственных школах (231 vs 230).
- 1989 — таджикский язык провозглашён государственным языком Таджикистана.
- 1990 — американец Грег Лемонд третий раз в карьере выиграл велогонку «Тур де Франс».
- 1995 — американские астрономы Алан Хейл и Томас Бопп (Thomas Bopp) обнаружили новую комету, названную их именами. В 1997 году все желающие имели счастье невооружённым глазом любоваться кометой Хейла-Боппа в течение месяца.
- 1996 — вышла компьютерная игра Quake.
- 1997
  - Корреспондент ОРТ Павел Шеремет и оператор Д. Завадский арестованы властями Беларуси.
  - Президент России Борис Ельцин наложил вето на закон о религии, дающий привилегии православной церкви.
  - в журнале Jump начала выходить манга One Piece. Большой куш[11].
- 1999 — госсовет Кубы обнародовал декрет, направленный на пресечение попыток нелегально покинуть территорию острова.

### XXI век
- 2002
  - В США объявлено о самом крупном за всю историю страны банкротстве. Эта процедура запущена в отношении скандально известной телекоммуникационной компании «Уорлдком», авуары которой насчитывают более 100 млрд долл. За месяц до этого стало известно, что менеджеры фирмы скрыли убытки на сумму около четырёх миллиардов долларов. После этого акции компании обесценились, в результате чего «Уорлдком» потеряла ещё около 70 миллиардов долларов.
  - Приостановила свою деятельность первая онлайновая радиостанция KPIG, у которой не нашлось денег на авторские отчисления.
- 2003 — бойцы американской 101-й воздушно-десантной дивизии при поддержке спецподразделений уничтожили в Ираке сыновей Саддама Хусейна Удея, Кусея и 14-летнего сына Кусея Мустафу, а также их телохранителя.
- 2005 — лондонская полиция по ошибке застрелила бразильца Жана Шарля де Менезеса.
- 2010 — в Аргентине вступил в силу закон об однополых браках.
- 2011 — теракты в Норвегии. В результате взрыва в Осло около здания норвежского правительства 8 человек погибли, десятки ранены. В результате нападения А. Брейвика на молодёжный лагерь на острове Утёйа погибли 68 и десятки получили ранения[12].
- 2025 — Умер от инфаркта миокарда Оззи Осборн(Настоящее имя: Джон Майкл Осборн), бывший участник Black Sabbath и основатель группы Ozzy Osbourne

## Родились
См. также: Категория:Родившиеся 22 июля

### До XIX века
- 1478 — Филипп I Красивый (ум. 1506), герцог Бургундии (с 1482, под именем Филипп IV), король Кастилии (с 1504), первый представитель династии Габсбургов на испанском престоле.
- 1596 — Михаил Фёдорович (ум. 1645), русский царь (с 1613), первый из династии Романовых.
- 1711 — Георг Вильгельм Рихман (погиб в 1753), российский физик, первый исследователь электричества в России.
- 1713 — Жак-Жермен Суффло (ум. 1780), французский архитектор (церковь Сент-Женевьев (Пантеон) в Париже и др.), один из ведущих представителей классицизма.
- 1784 — Фридрих Бессель (ум. 1846), немецкий математик и астроном.
- 1795 — Габриель Ламе (ум. 1870), французский математик, физик и инженер.

### XIX век
- 1807 — Каролина Павлова (ум. 1893), русская поэтесса.
- 1824 — Надежда Рыкалова (ум. 1914), русская актриса; для неё А. Островский придумал роль Кабанихи в драме «Гроза».
- 1831 — Император Комэй (ум. 1867), 121-й император Японии (1846—1867).
- 1843 — Дмитрий Корсаков (ум. 1919), русский историк, профессор Казанского университета.
- 1849 — Эмма Лазарус (ум. 1887), американская поэтесса и писательница.
- 1855 — Герман Шмихен (ум. 1923 или 1925), немецкий художник и теософ.
- 1878 — Януш Корчак (настоящее имя Генрик Гольдшмит; убит в 1942), польский детский писатель и педагог.
- 1882 — Эдвард Хоппер (ум. 1967), американский художник, один из крупнейших урбанистов XX века.
- 1887 — Густав Герц (ум. 1975), немецкий физик, измеривший энергию кванта, лауреат Нобелевской премии (1925).
- 1888 — Зельман Абрахам Ваксман (ум. 1973), американский микробиолог и биохимик, создатель противотуберкулёзного антибиотика, лауреат Нобелевской премии по физиологии и медицине (1952).
- 1889 — Джеймс Уэйл (ум. 1957), американский кинорежиссёр.
- 1890
  - Вера Варсанофьева (ум. 1976), советский геолог и геоморфолог, 1-я женщина — доктор геолого-минералогических наук.
  - Роза Кеннеди (ум. 1995), американский филантроп, мать 35-го президента США Джона Кеннеди.
- 1894 — Оскар Мария Граф (ум. 1967), немецкий баварский писатель, антифашист.
- 1895 — Павел Сухой (ум. 1975), советский авиаконструктор, создатель реактивных самолётов Су.
- 1896
  - Владимир Петров (ум. 1966), кинорежиссёр («Пётр Первый», «Кутузов», «Гроза» и др.), сценарист, народный артист СССР.
  - Пиль Ютци (ум. 1946), немецкий кинорежиссёр, сценарист и оператор.
- 1898 — Александр Колдер (ум. 1976), американский скульптор-абстракционист.

### XX век
- 1903 — Евгений Сперанский (ум. 1998), актёр, режиссёр и драматург театра кукол, народный артист РСФСР.
- 1905 — Владимир Тимаков (ум. 1977), советский микробиолог, эпидемиолог, академик, президент АМН СССР (1968—1977).
- 1914 — Алим Кешоков (ум. 2001), кабардинский советский поэт, писатель, публицист.
- 1916 — Марсель Сердан (погиб в 1949), французский боксёр, чемпион Европы и мира, возлюбленный Эдит Пиаф.
- 1917 — Адам Малик (ум. 1984), индонезийский политик и дипломат, председатель Генеральной Ассамблеи ООН (1981—1982).
- 1919 — Михаил Львовский (ум. 1994), советский поэт-песенник, киносценарист, драматург.
- 1921 — Семён Туманов (ум. 1973), советский кинорежиссёр и сценарист.
- 1922 — Юлий Дунский (ум. 1982), киносценарист, заслуженный деятель искусств РСФСР.
- 1926
  - Сергей Баруздин (ум. 1991), русский советский писатель и поэт, редактор.
  - Брайан Форбс (ум. 2013), английский кинорежиссёр, сценарист и актёр.
- 1930 — Юрий Карякин (ум. 2011), советский и российский литературовед, писатель, публицист, общественный деятель.
- 1934 — Луиза Флетчер, американская киноактриса, обладательница премий «Оскар» и «Золотой глобус».
- 1936 — Станислав Хитров (ум. 1985), советский актёр театра и кино.
- 1938 — епископ Александр (в миру Александр Васильевич Милеант; ум. 2005), епископ Буэнос-Айресский и Южноамериканский (РПЦЗ), христианский богослов, миссионер, духовный писатель.
- 1940
  - Юрий Климов (ум. 2022), советский гандболист и тренер, олимпийский чемпион как игрок (1976).
  - Вера Чехова (ум. 2024), немецкая киноактриса, режиссёр-документалист, продюсер.
- 1941 — Джордж Клинтон, американский певец, музыкант, автор песен.
- 1942 — Тоёхиро Акияма, японский журналист, первый космонавт Японии.
- 1944 — Рик Дэвис, англо-американский певец, музыкант, автор песен, один из основателей группы «Supertramp».
- 1946
  - Дэнни Гловер, американский киноактёр и общественный деятель.
  - Мирей Матье, французская певица.
  - Пол Шредер, американский кинорежиссёр, сценарист, теоретик кино.
  - Борис Эйфман, советский и российский балетмейстер, народный артист РФ.
- 1947
  - Михаэла Пенеш (ум. 2024), румынская легкоатлетка, олимпийская чемпионка (1964).
  - Дон Хенли, американский кантри- и рок-музыкант, ударник, певец и автор песен группы «The Eagles».
- 1949
  - Лассе Вирен, финский бегун на длинные дистанции, 4-кратный олимпийский чемпион
  - Джуна (настоящее имя Евгения Давиташвили; ум. 2015), советская и российская целительница, астролог.
- 1951 — Олег Газманов, эстрадный певец, поэт и композитор, народный артист России.
- 1954 — Эл Ди Меола (настоящее имя Алберт Лоренс Димеола), американский гитарист-виртуоз.
- 1955 — Уиллем Дефо, американский актёр, кинопродюсер, сценарист.
- 1957 — Андрей Борейко, российский дирижёр.
- 1961 — Ирина Розанова, актриса театра и кино, народная артистка России.
- 1962
  - Стив Альбини (ум. 2024), американский вокалист, композитор, гитарист, звукоинженер и музыкальный журналист. Участник группы Shellac, бывший участник Big Black, Rapeman и Flour.
  - Роман Мадянов (ум. 2024), актёр театра и кино, заслуженный артист России.
  - Рина Оуэн, новозеландская актриса, сценарист, продюсер.
- 1963 — Джоанна Гоинг, американская актриса.
- 1964
  - Бонни Лэнгфорд, английская актриса, танцовщица и певица.
  - Джон Легуизамо, американский актёр колумбийского происхождения, певец, танцор и продюсер.
- 1966 — Иван Охлобыстин, советский и российский актёр, кинорежиссёр, сценарист, продюсер.
- 1968 — Сергей Наговицын (ум. 1999), автор-исполнитель, работавший в жанре русский шансон.
- 1969 — Диана-Мария Рива, американская телевизионная актриса.
- 1970 — Сергей Зубов, советский и российский хоккеист, олимпийский чемпион.
- 1971 — Дмитрий Коляденко, украинский хореограф, танцовщик, телеведущий и певец.
- 1972 — Анджела Литтл, американская актриса и фотомодель.
- 1974 — Франка Потенте, немецкая киноактриса.
- 1976 — Карен Клиш, канадская актриса.
- 1978
  - Эй Джей Кук, канадская актриса кино и телевидения.
  - Ирина Ортман, российская эстрадная певица и телеведущая.
- 1980 — Кейт Райан, бельгийская поп-певица.
- 1982 — Анна Чичерова, российская прыгунья в высоту, олимпийская чемпионка (2012), чемпионка мира и Европы.
- 1983
  - Децл (настоящее имя Кирилл Толмацкий; ум. 2019), российский рэп-исполнитель.
  - Шарни Винсон, австралийская модель, актриса и танцовщица.
- 1987 — Шарлотт Калла, шведская лыжница, трёхкратная олимпийская чемпионка, трёхкратная чемпионка мира
- 1990 — Камила Банус, американская актриса.
- 1992 — Селена Гомес, американская киноактриса, певица, автор песен, модель.
- 1994 — Изабель Корниш, австралийская актриса.
- 1998 — Мэдисон Петтис, американская актриса.

### XXI век
- 2013 — Джордж Уэльский, наследник британского престола, старший сын принца Уильяма.

## Скончались
См. также: Категория:Умершие 22 июля

### До XIX века
- 1461 — Карл VII (р. 1403), король Франции (1422—1461), из династии Валуа.
- 1498 — Франческо Боттичини (р. 1446), итальянский художник.
- 1676 — Климент X (в миру Эмилио Бонавентура Альтьери; р. 1590), 239-й папа римский (1670—1676).

### XIX век
- 1802 — Мари Франсуа Ксавье Биша (р. 1771), французский анатом, физиолог и врач.
- 1826 — Джузеппе Пьяцци (р. 1746), итальянский астроном, открывший первую малую планету — Цереру.
- 1832 — Наполеон II (р. 1811), сын и наследник французского императора Наполеона I.
- 1864 — Михаил Достоевский (р. 1820), русский писатель, издатель, старший брат Ф. М. Достоевского.
- 1870 — Йозеф Штраус (р. 1827), австрийский композитор, скрипач и дирижёр.
- 1889 — Дмитрий Минаев (р. 1835), русский поэт-сатирик, журналист, переводчик, критик.

### XX век
- 1901 — Николай Эллерт (р. 1845), русский декоратор, художник, график.
- 1908 — Уильям Рандал Кример (р. 1828), британский тред-юнионист, пацифист, лауреат Нобелевской премии мира (1903).
- 1915 — Сэндфорд Флеминг (р. 1827), канадский инженер-железнодорожник, дизайнер почтовых марок, инициатор введения часовых поясов.
- 1916 — Джеймс Уиткомб Райли (р. 1849), американский писатель, поэт, автор бестселлеров.
- 1918 — Индра Лал Рой (р. 1898), индийский лётчик-ас Первой мировой войны.
- 1919 — Николай Егоров (р. 1849), русский физик и педагог.
- 1926 — Фридрих Визер (р. 1851), экономист, представитель австрийской школы в политической экономии.
- 1932 — Реджинальд Фессенден (р. 1866), канадский изобретатель электрокомпаса и эхолота.
- 1934 — Джон Диллинджер (р. 1903), американский грабитель банков, «враг общества № 1».
- 1937 — Паоло Яшвили (р. 1895), грузинский советский поэт и общественный деятель.
- 1941 — расстрелян Дмитрий Павлов (р. 1897), советский военачальник, Герой Советского Союза.
- 1944 — расстрелян Василий Порик (р. 1920), лейтенант РККА, участник Сопротивления во Франции, Герой Советского Союза.
- 1954 — Гаяз Исхаки (р. 1878), деятель татарского национального движения, писатель, публицист, издатель, политик.
- 1958 — Михаил Зощенко (р. 1895), русский советский писатель, драматург, сценарист, переводчик.
- 1967 — Карл Сэндберг (р. 1878), американский поэт, историк, писатель-романист, фольклорист, лауреат Пулитцеровской премии.
- 1970
  - Юрий Кольцов (р. 1909), актёр театра, кино и телевидения, народный артист РСФСР.
  - Фриц Кортнер (р. 1892), австрийский и немецкий актёр и режиссёр театра и кино, сценарист.
- 1978 — Серго Кобуладзе (р. 1909), грузинский график, театральный художник, народный художник СССР.
- 1981 — Сергей Наровчатов (р. 1919), русский советский поэт, критик, журналист.
- 1983 — Зана Занони (при рожд. Зинаида Николаенко; р. 1910), советская актриса театра, кино и дубляжа, танцовщица.
- 1984 — Георгий Калатозишвили (р. 1929), грузинский советский кинооператор, режиссёр, актёр и сценарист.
- 1988 — Гавриил Егиазаров (р. 1916), кинорежиссёр, оператор и сценарист, народный артист РСФСР.
- 1992 — Уэйн Макларен (р. 1940), американский каскадёр, модель («Ковбой „Marlboro“»).
- 1993 — погиб Надир Алиев (р. 1962), азербайджанский офицер, национальный герой Азербайджана.
- 1998 — Владимир Дудинцев (наст. имя Владимир Байков; р. 1918), русский советский писатель, лауреат Государственной премии СССР.

### XXI век
- 2001 — Мария Гороховская (р. 1921), советская гимнастка, олимпийская чемпионка (1952).
- 2002 — Виктор Минеев (р. 1937), советский спортсмен и тренер по современному пятиборью, олимпийский чемпион (1964).
- 2003 — погибли Кусей (р. 1966) и Удей (р. 1964), сыновья Саддама Хусейна.
- 2004
  - Саша Дистель (р. 1933), французский певец, композитор и актёр.
  - Константин Степанков (наст. фамилия Волощук; р. 1928), советский и украинский актёр театра и кино, педагог, народный артист СССР.
- 2005 — Виктор Берковский (р. 1932), советский и российский учёный, композитор, бард.
- 2007 — Александр Татарский (р. 1950), советский и российский режиссёр-мультипликатор, художник, продюсер.
- 2012
  - Фрэнк Пирсон (р. 1925), американский кинорежиссёр и сценарист, лауреат премии «Оскар»
  - Богдан Ступка (р. 1941), советский и украинский актёр театра и кино, народный артист СССР.
- 2013 — Чандрика Прасад Шривастава (р. 1920), индийский дипломат, генеральный секретарь Международной морской организации (1974—1989).
- 2017
  - Константин Сытник (р. 1926), советский и украинский учёный-биолог, академик АН Украины, политический деятель.
  - Артём Тарасов (р. 1950), советский и российский предприниматель и политик, первый в СССР легальный миллионер.
- 2020
  - Александр Гусев (р. 1947), советский хоккеист, олимпийский чемпион (1976), двукратный чемпион мира. Заслуженный мастер спорта СССР (1973).
  - Александр Иваницкий (р. 1937), советский борец вольного стиля и самбист, многократный чемпион мира по вольной борьбе, олимпийский чемпион 1964 года, заслуженный мастер спорта СССР (1964).
  - Джоан Фейнман (р. 1927), американская учёная, гео- и астрофизик, внёсшая значительный вклад в изучение солнечного ветра и его влияния на магнитосферу Земли.
- 2024
  - Джон Мейолл (р. 1933), британский музыкант, один из «патриархов» британского блюз-рока.
  - Каролин Шулер (р. 1943), американская пловчиха, двукратная чемпионка летних Олимпийских игр 1960 года.
- 2025 — Оззи Осборн (р. 1948) британский рок-певец, музыкант, один из основателей и участник группы Black Sabbath

## Приметы
- На Панкратия и Кирилла пробуют первые огурцы.
- Начало сбора черники (ягод и листьев), черничный день[13].